# Der Sohn des rosaroten Panthers
Der Sohn des rosaroten Panthers (Son of the Pink Panther) ist eine US-amerikanisch-italienische Filmkomödie von Blake Edwards aus dem Jahr 1993. Sie ist ein Teil der Pink-Panther-Reihe.

## Handlung
Prinzessin Yasmin und ihr Vater verbringen ihre Ferien in einem Badeort in Frankreich. Die Prinzessin wird entführt, die Entführer fordern den Rücktritt ihres Vaters.
Mit den Ermittlungen wird Charles Dreyfus beauftragt. Er ermittelt in Nizza und erhofft sich Hilfe von der dortigen Polizei. Ihm wird Jacques Gambrelli zugeteilt, ein trotteliger Dorfpolizist, der mit seiner Mutter Maria zusammenlebt. Bei einem Treffen in ihrem Haus stellt sich heraus, dass er ein unehelicher Sohn von Jacques Clouseau ist. Er nennt sich fortan Jacques Clouseau jr. und begibt sich auf Spurensuche in Paris, in der früheren Wohnung des Inspektors. Dort lernt er dessen damaligen Diener Cato kennen, der die Wohnung noch immer verwaltet. Dieser will ihm hilfreich zur Seite stehen, doch wird er von Clouseau jr. laufend stehen gelassen.
Sie begeben sich nach Nordafrika ins Königreich der Prinzessin. Da er in Nizza bei einem Zusammenstoß der Entführer als einziger die Prinzessin gesehen hat, wird er zum Ziel zahlreicher Mordanschläge. Es folgt eine turbulente Verfolgungsjagd. Und natürlich verliebt Clouseau sich dabei auch in die Prinzessin. Der König hegt den Verdacht, dass korrupte Militärs und Terroristen verantwortlich sind; er stellt dem trotteligen Polizisten seine „Special Forces“ zur Seite, die ihm helfen sollen, den Anführer der Terroristen, Onkel Idris, der mit den Entführern zusammenarbeitet, zu fangen. Die Spur führt Clouseau jr. zu einem Wüstenfort, wo die Prinzessin gefangen gehalten wird. Dieses wird gestürmt und Clouseau jr. überlebt durch gesteuerte Zufälle. Wie sein Vater besiegt er Entführer und Unterstützer durch seine tumbe Art.
Am Ende wird er, wie sein Vater früher in ähnlicher Weise, bei einer Zeremonie vom König ausgezeichnet – und seine Mutter heiratet Dreyfus. Der ahnt nicht, dass Maria noch eine Tochter namens Jacqueline hat, die überraschend auf der Feier auftaucht.

## Synchronisation
| Darsteller        | Rolle                     | Synchronsprecher |
| ----------------- | ------------------------- | ---------------- |
| Roberto Benigni   | Jacques Gambrelli         | Ilja Richter     |
| Herbert Lom       | Charles Dreyfus           | Wolfgang Völz    |
| Claudia Cardinale | Maria Gambrelli           | Uta Hallant      |
| Shabana Azmi      | Königin                   | n.n.             |
| Debrah Farentino  | Prinzessin Yasmin         | Joseline Gassen  |
| Jennifer Edwards  | Yussa                     | n.n.             |
| Robert Davi       | Hans Zarba                | Manfred Lehmann  |
| Mark Schneider    | Arnon                     | n.n.             |
| Mike Starr        | Hanif                     | Tilo Schmitz     |
| Kenny Spalding    | Garth                     | n.n.             |
| Anton Rodgers     | Polizeichef Charles Lazar | Lothar Blumhagen |
| Burt Kwouk        | Cato Fong                 | n.n.             |
| Nadim Sawalha     | Spitzel                   | n.n.             |

## Trivia
- Der Film bedient sich vieler Gags aus früheren Filmen der Reihe.
- Maria Gambrelli war das des Mordes verdächtigte Hausmädchen – damals verkörpert von Elke Sommer – in Ein Schuß im Dunkeln, in das sich Clouseau verliebte.[3]
- Claudia Cardinale spielte im ersten Rosaroter-Panther-Film die Prinzessin Dala.[3]
- Der Sänger Bobby McFerrin steuerte den Titelsong bei.[3]

## Veröffentlichungen

### Soundtrack
Der Soundtrack, eines von Henri Mancinis letzten Werken, wurde von Milan/BMG/RCA veröffentlicht:
| Originalauflage 1. The Pink Panther Theme by Bobby McFerrin 2. Son of the Pink Panther 3. The Snatch 4. God Bless Clouseau 5. Samba de Jacques 6. The Gambrelli Theme 7. The Bike Chase 8. The Dreamy Princess 9. Riot at Omar’s 10. Mama and Dreyfus 11. Rendez-vous with Cato 12. The King’s Palace 13. The Showdown 14. The Pink Panther Theme |

## Kritiken
Der Film stieß auf größtenteils negative Resonanz: Auf Rotten Tomatoes erhält der Film  nur 6 %, basierend auf 34 ausgewerteten Kritiken.

„Eine weitere Fortsetzung der erfolgreichen ,Pink Panther‘-Komödienserie, in der man vielen Bekannten wiederbegegnet, die aber nur in einigen Slapstick-Einlagen die Qualität der früheren Filme erreicht und vor allem in der Hauptrolle falsch besetzt ist.“

Die Washington Post bewertete Benignis Leistung positiv und den Darsteller als „enorm charmant“ („enormously charming“). Die Handlung aber wirke „unverständlich“.

## Auszeichnungen
Roberto Benigni erhielt für den Film eine Nominierung für den Negativpreis Goldene Himbeere als Schlechtester neuer Star.

## Hintergrund
Der Film wurde unter anderem in Rom, Nizza und Monaco gedreht. Er spielte in den Kinos der USA ca. 2,5 Millionen US-Dollar ein.